# Lubuk Keranji
Lubuk Keranji is een bestuurslaag in het regentschap Pelalawan van de provincie Riau, Indonesië. Lubuk Keranji telt 952 inwoners (volkstelling 2010).